# Martin Frei
Martin Frei (* 12. března 1986 Plzeň) je bývalý reprezentant České republiky v atletice. Specializoval se na dlouhé tratě a běhy do vrchu. Jako svoje sportovní vzory uvádí českého vytrvalce Pavla Faschingbauera (* 1973) a keňského běžce Paula Tergata (* 1969).

## Kariéra
Během svojí běžecké kariéry prošel atletickými kluby AC Domažlice (2000–2006) a AK Kroměříž (2006–dosud). Za úspěchy vděčí svým trenérům – Jiřímu Královci, Róbertu Štefkovi a Andree Šuldesové. 
V roce 2003 běžel své první mistrovství České republiky na dráze v kategorii dorostenců v Opavě. V běhu na 1500m získal bronz v čase 4:09,94 min. 
O dva roky později už na dráze nenašel přemožitele a získal tituly juniorského mistra republiky na 5000m a 10 000m během jednoho týdne!  
V roce 2006 přestoupil do AK Kroměříž a hned se dokázal nominovat na své první mistrovství světa v běhu do vrchu do Turecké Bursy.  Díky podmínkám v klubu začal sbírat další úspěchy v mužské katerogii.Na mistrovství ČR dokázal za celou kariéru vybojovat celkem dvacet medailí.  
Za svůj životní úspěch považuje 14.místo na mistrovství Evropy v běhu do vrchu z roku 2009 v Rakouském Telfesu.   
Běžeckou kariéru ukončil 1.1.2019     

## Největší úspěchy
- juniorský mistr České republiky na 5 000 a 10 000 m (2005)
- Vítěz juniorského českého poháru Emila Zátopka (2005)
- 14. místo na Mistrovství Evropy v běhu do vrchu – Telfes (2009)
- 3.místo v českém běžeckém poháru (2008)
- 39. místo na Mistrovství světa v běhu do vrchu – Krynica (2013)
- 3× mistr České republiky v extrémní tříčlenné štafetě (2010, 2011, 2012)
- 4× účast na MS extrémních štafet Redbull Dolomitenmann (2009, 2010, 2014, 2016)
- 18. místo World cross country 2010
- Evropský pohár klubů v půlmaratonu 2009 Paříž – 3. místo

## Osobní rekordy
- 800 m – 1:58.41 min (2012)
- 1500 m – 3:56.66 min (2009)
- 3000 m – 8:35.24 min (2007)
- 5000 m – 14:46.06 min (2009)
- 10 000 m – 30:56.62 min (2009)
- půlmaraton – 1:07:00 hod (2008)
- 10 km – silnice – 31:28 min (2012)
- 15 km – silnice – 47:55 min (2008)